# Stepinac: kardinal i njegova savjest
Stepinac: kardinal i njegova savjest  je hrvatski dokumentarni film iz 2020. godine autorice Višnje Starešine. Snimljen je u produkciji Interfilma i Hrvatskoga katoličkog sveučilišta. Film je priča o Alojziju Stepincu. Hrvatsko katoličko sveučilište je u ovom projektu jer je blaženi kardinal Stepinac i zaštitnik ovoga Sveučilišta. Film je pripovijest o životu Alojzija Stepinca, o tome kako se kao čovjek i zagrebački nadbiskup nosio s najvećim izazovima 20. stoljeća, o globalnom i univerzalnom značenju njegova djela, o razlozima neprihvaćanja njegovog lika i djela koje ga prate do današnjih dana, o relevantnosti njegova primjera i univerzalnosti njegovih poruka u današnjem vremenu. Film je preveden na engleski jezik. Javnosti je film predstavljen 8. veljače u 20 sati u Hrvatskom narodnom kazalištu u Zagrebu.
Sugovornici u filmu su Ivo Banac, Josip Bozanić, Naida-Mihal Brandl, Stephen Buckley, Thomas Collins, Ruth Dajč Perl, Davor Derenčinović, Stanisław Dziwisz, Nikola Eterović, Esther Gitman, Robin Harris, Jure Krišto, Dror Levanon, Haya Levanon, Quentin McCauley, Josip Mrzljak, Vjekoslav Pečevski, Danilo Petrović, Mychal Riccio, Đurđa Šimecki, Alfons Torbar i Rafaela Žilavec.
Film je svečanu premijeru imao na Pulskom filmskom festivalu u srpnju 2020. Prikazan je i na poljskom Festivalu Niepokorni Niezłomni Wyklęci. Tijekom rujna i listopada 2020., film se prikazivao u 26 kinodvorana Cinestara u Hrvatskoj.  Na Stepinčevo 2021. prikazan je i na HRT-u. Odlukom Ministarstva znanosti i obrazovanja uvršten je u predložene obrazovne nastavne sadržaje za kurikul povijesti u srednjim školama.